# Giancarlo De Carlo
Giancarlo De Carlo  (Génova, 12 de diciembre de 1919 - Milán, 4 de junio de 2005) fue un arquitecto italiano.

## Biografía

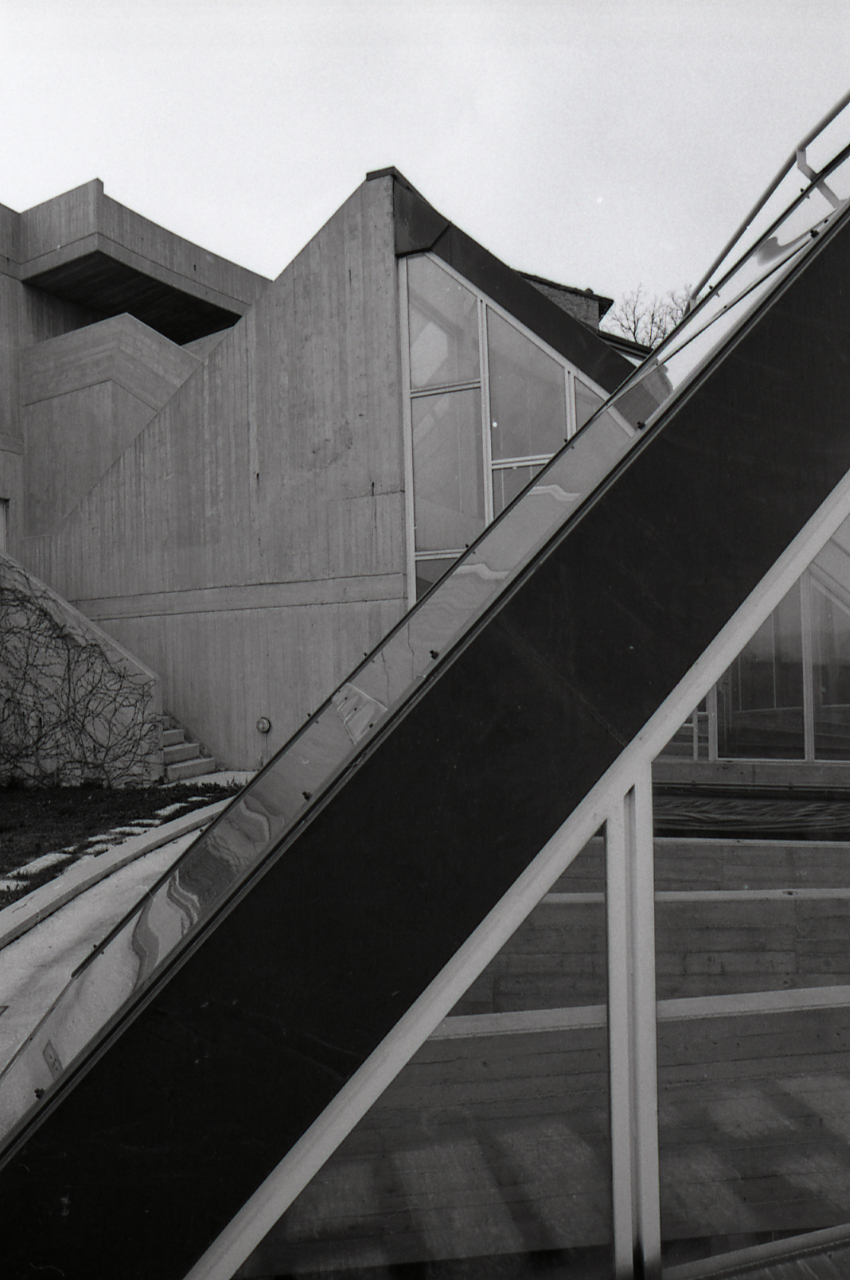
Facultad de Educación, Urbino. Foto por Paolo Monti, 1982.

Nació en Génova, Liguria en 1919, aunque la mayor parte de su infanció la pasó en Túnez. Entre 1942 y 1949 cursó los estudios de arquitectura.
Fue miembro del Team 10, con el que participó de forma activa.